# Ustilago esculenta
Az Ustilago esculenta az Ustilaginaceae fajhoz tartozó gombafaj, amely az üszöggombák családjába tartozik. Ugyanabba a nemzetségbe tartozik, mint a kukorica-golyvásüszög, az árpa-lazaüszög, árpa-fedettüszög, zab-porüszög és más fűbetegségeket okozó gombákkal. Ez a faj is kórokozó, megtámadja a mandzsúriai vadrizst (Zizania latifolia), más néven mandzsúriai rizsfüvet, az ázsiai vadrizst, és a vízizabot. A Zizania latifolia az egyetlen ismert gazdanövénye.

## Fertőzési mechanizmus
Amikor a gomba megtámadja a gazdanövényt, hipertrófiát okoz; sejtjei gyarapodnak méretben és számban is. 
A gomba tönkreteszi a növény virágzó szerkezetét, így nem termel magot.
Az új hajtásokat a környezetben lévő spórák fertőzik meg, ami általában egy rizsföldön van.
A gomba közvetlenül a rizómában is átterjedhet.
Ha a körülmények, például a hőmérséklet nem megfelelő, a szár megtelik sötét színű, homokszerű gombaspórákkal, ahelyett, hogy zöldséggé duzzadna, ami tönkreteszi a termést. Ezenkívül a gombának két törzse ismert. Az egyik a szárszövet duzzadását okozza, amely a zöldséget termeli, de a másik nem; ehelyett a szárat tölti meg spórákkal.

## Felhasználása
A Zizania latifolia üszöggel fertőzött szárát a táplálékon kívül gyógyászatilag is felhasználták magas vérnyomás és szívbetegségek kezelésére. Magukat a spórákat használják a művészetben. Pigmentként szolgálnak a japán lakktárgyakban, ahol barnás színük rozsdás tónust kölcsönöz a munkának. Van egy esetjelentés egy lakkáru-művészről, akinél túlérzékenységi tüdőgyulladás alakult ki, miután leporolta a művét a spórákkal, majd lefújta a felesleget.
Ez a gomba szövetségi szabályozás alatt áll az Egyesült Államokban. Úgy gondolják, hogy veszélyt jelent az észak-amerikai vadrizsre. Mivel megakadályozza az ázsiai vadrizs virágzását és magtermelő képességét, félő, hogy leállíthatja a gabonatermesztést, ha sikeresen megtámadja a helyi vadrizsfajtákat. A karantén ellenére 1991-ben találtak a kaliforniai Modesto közelében egy kis parcellát, ahol a Z. latifolia gombával fertőzött példányát fellelték, és megsemmisítették, hogy megakadályozzák a terjedését.

## Fordítás
Ez a szócikk részben vagy egészben  az   Ustilago esculenta című angol Wikipédia-szócikk ezen változatának fordításán alapul.  Az eredeti cikk szerkesztőit annak laptörténete sorolja fel. Ez a jelzés csupán a megfogalmazás eredetét és a szerzői jogokat jelzi, nem szolgál a cikkben szereplő információk forrásmegjelöléseként.